# Hermit's Rest

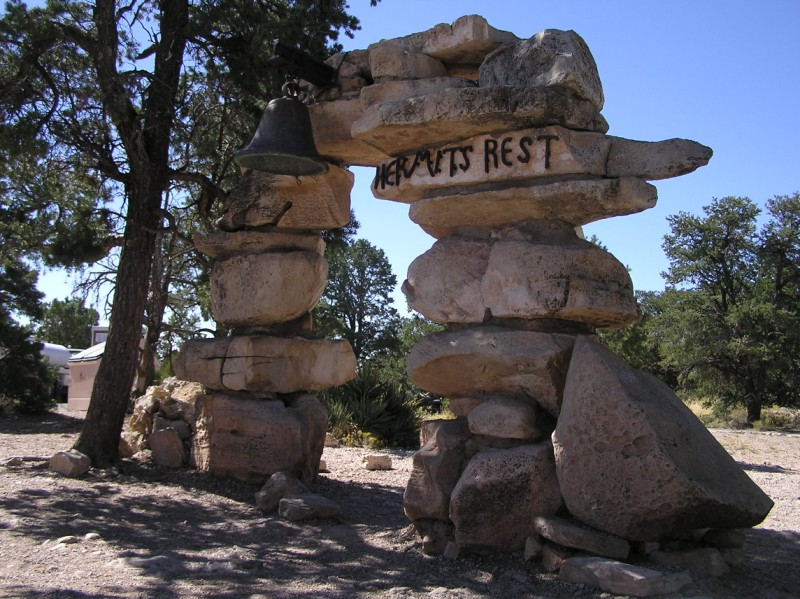
Boog bij Hermit's Rest

Hermit's Rest, ook wel Hermits Rest, is een gebouw uit 1914 en uitzichtpunt op het westelijke einde van Hermit Road bij Grand Canyon Village bij de South Rim van de Grand Canyon in Arizona in de Verenigde Staten.
Het is ontworpen door de architecte Mary Colter. Hermit's Rest is de westelijkste halte van de pendelbus aan de West Rim Drive en bevat nu een snackbar en winkel. Het werd gebouwd als een rustgebied voor toeristen die op de weg waren naar Hermit Camp. Het gebouw is van natuursteen en werd een nationaal monument in 1987.
De Hermit Trail, is een wandelpad dat zich uitstrekt tot de rivier de Colorado, begint ongeveer 400 meter (¼ mijl) bij Hermit's Rest. Hermit's Rest ook het westelijkste punt van de Rim Trail.
Tussen maart en oktober is Hermit's Rest alleen bereikbaar met de gratis shuttlebussen die aan de South Rim rijden, in de wintermaanden mag het publiek ook met de eigen auto de Hermit Road gebruiken.